# スクリーンヒーロー
スクリーンヒーロー（欧字名:Screen Hero、2004年4月18日 - ）は日本の競走馬。主な勝ち鞍は2008年のジャパンカップ、アルゼンチン共和国杯。
馬名の意味は、「銀幕のヒーロー」。

## 経歴

### 2歳-3歳 （2006年-2007年）
2004年4月18日、北海道千歳市・社台ファームの生産馬。2006年11月、美浦の矢野進厩舎からデビュー。東京ダート1600mの新馬戦を人気薄（単勝239倍）で4着し、2007年1月13日、3戦目の未勝利戦（中山ダート1800m）で初勝利を挙げる。翌月の500万下(中山ダート1800m)を逃げ切って2勝目。続く初芝のスプリングステークスは5着に敗れた。
夏のラジオたんぱ賞を2着後、9月のセントライト記念で3着に入り、菊花賞への優先出走権を獲得。しかし直後に左前脚膝の剥離骨折が判明して菊花賞を断念。長期休養に入る。

### 4歳（2008年）

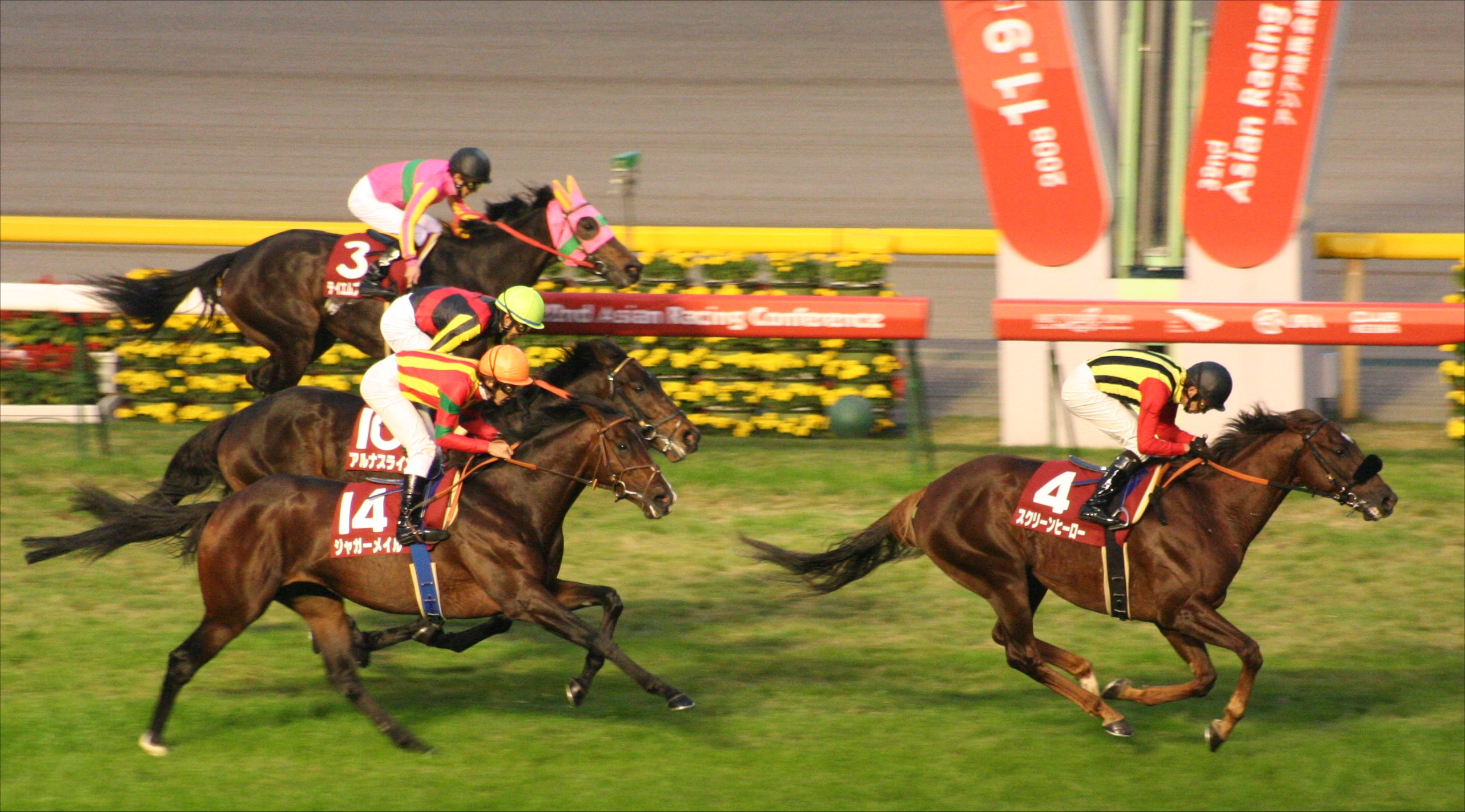
第46回アルゼンチン共和国杯

療養中の2008年3月、矢野進調教師の定年引退により鹿戸雄一厩舎へ転厩。8月の支笏湖特別（札幌、芝2600m）でおよそ1年ぶりに復帰し、1番人気で勝利を挙げる。続く2戦はいずれも2着に敗れるが、格上挑戦で挑んだ11月9日のアルゼンチン共和国杯で重賞初勝利を挙げた。
3週間後の11月30日、GI初挑戦となるジャパンカップに新たな鞍上としてミルコ・デムーロを迎えて出走した。同年のダービー馬のディープスカイ、第138回天皇賞でダイワスカーレットとの激闘を制しこのジャパンカップに出走してきたウオッカ、GI4勝のメイショウサムソンらが人気を集める中、スクリーンヒーローは単勝41倍、9番人気の伏兵だった。レースは前半1000メートル通過が61秒8というスローペースとなり、3、4番手を進んだウオッカは掛かり気味に。道中行きたがる素振りを見せる馬が多い中、スクリーンヒーローはスムーズに好位を追走。直線で先頭に立つと、外から追い込んできたディープスカイを半馬身抑えて優勝した。
その後の有馬記念ではダイワスカーレットの5着に敗れるが、この年の活躍を評価されJRA賞最優秀4歳以上牡馬に選出された。また、鹿戸は翌年のドバイシーマクラシックやキングジョージ6世&クイーンエリザベスステークスなど、複数の海外遠征を示唆していた。

### 5歳（2009年）
1月14日、JRAより2008年度の「ワールド・サラブレッド・ランキング」においてスクリーンヒーローが122ポンドで23位に、同時に「ジャパン・サラブレッド・ランキング」では全部門において1位であることが発表された。
2009年初戦の阪神大賞典は3番人気で4着。5月の天皇賞（春）はアサクサキングスに次ぐ2番人気で出走するも、勝ち馬マイネルキッツから2秒7離された14着と大敗した。鞍上の横山典弘は敗因について「前回、今回と関西への輸送が続いたし、前走は馬場も悪かったから。疲れがあったのかもしれない」と話した。その後、短期休養をはさんだ6月の宝塚記念は5着に終わる。
4か月の休養をはさみ、秋は休み明けで天皇賞（秋）にブリンカーを着けて出走した。鞍上にはクリストフ・ルメールを予定していたが、ルメールの落馬骨折による来日延期のため、2007年以来となる北村宏司が騎乗した。7番人気で出走したレースは内枠2番から先行、外からカンパニーに交わされたものの、内から迫るウオッカを抑えて2着に入った。史上初の連覇を狙ったジャパンカップは前年と同じくデムーロとコンビを組む。4番人気に支持されたスクリーンヒーローだったが、他馬に2回接触して置かれてしまい、勝ったウオッカから2.1秒差の13着に敗れた。
ジャパンカップ敗戦後、暮れの有馬記念では最終的に6位のファン投票を集めることになるが、これを回避して山元トレーニングセンターへ放牧に出されることが発表された。
しかし発表直後の12月3日、左前脚に腫れが見られ、検査を行ったところ左前浅屈腱炎が判明。9か月以上の休養を要する見込みとなり、オーナーの吉田照哉ら関係者による協議の結果、現役引退し種牡馬入りすることが決まった。12月9日付けで競走馬登録を抹消。翌10日に北海道新ひだか町のレックススタッドで種牡馬入りした。

### 引退後
2010年4月付の「ワールド・サラブレッド・ランキング（2009年10月1日-2010年3月31日の世界主要レースの結果に基づく）」にて119ポンドの評価を受け、カンパニーやドリームジャーニー、オウケンブルースリに次いで39位にランクインしたことが発表された。
2016年9月3日、札幌競馬場のパドックにて最終レース終了後にお披露目され約7年ぶりに競馬場に登場した。なおこの日のメインレースである札幌2歳ステークスでは産駒のトラストが優勝を果たしていた。
2023年10月10日をもって用途変更となり種牡馬を引退。以降は社台ファームに戻り功労馬として繋養される。

## 競走成績
以下の内容は、JBISサーチおよびnetkeiba.comに基づく。
| 競走日     | 競馬場 | 競走名           | 格       | 距離（馬場）  | 頭 数 | 枠 番 | 馬 番 | オッズ （人気） | 着順 | タイム （上り3F） | 着差 | 騎手        | 斤量 [kg] | 1着馬（2着馬）         | 馬体重 [kg] | 備考     |
| ---------- | ------ | ---------------- | -------- | ------------- | ----- | ----- | ----- | --------------- | ---- | ----------------- | ---- | ----------- | --------- | ---------------------- | ----------- | -------- |
| 2006.11.25 | 東京   | 2歳新馬          |          | ダ1600m（良） | 16    | 6     | 11    | 239.3（13人）   | 04着 | R1:41.4（39.8）   | -1.3 | 0木幡初広   | 55        | レツィーナ             | 478         |          |
| 0000.12.17 | 中山   | 2歳未勝利        |          | ダ1800m（重） | 16    | 3     | 5     | 008.40（5人）   | 02着 | R1:56.0（40.1）   | -0.6 | 0木幡初広   | 55        | ゴールドマイン         | 478         |          |
| 2007.01.13 | 中山   | 3歳未勝利        |          | ダ1800m（良） | 16    | 3     | 6     | 003.10（2人）   | 01着 | R1:57.1（39.8）   | -0.7 | 0木幡初広   | 56        | （ベルグミサイル）     | 470         |          |
| 0000.02.11 | 東京   | カトレア賞       | 500万下  | ダ1600m（良） | 16    | 2     | 3     | 025.20（8人）   | 03着 | R1:56.0（40.1）   | -0.6 | 0木幡初広   | 56        | ゴールドマイン         | 478         |          |
| 0000.02.25 | 中山   | 3歳500万下       |          | ダ1800m（稍） | 9     | 6     | 6     | 002.40（1人）   | 01着 | R1:56.4（38.6）   | -0.0 | 0木幡初広   | 56        | （テスタロッサ）       | 466         |          |
| 0000.03.18 | 中山   | スプリングS      | JpnII    | 芝1800m（良） | 11    | 3     | 3     | 110.5（10人）   | 05着 | R1:49.5（36.8）   | -0.5 | 0木幡初広   | 56        | フライングアップル     | 468         |          |
| 0000.03.31 | 中山   | 伏竜S            | OP       | ダ1800m（稍） | 10    | 8     | 9     | 022.70（7人）   | 02着 | R1:53.9（38.2）   | -0.1 | 0北村宏司   | 56        | メイショウエグル       | 464         |          |
| 0000.05.05 | 東京   | プリンシパルS    | OP       | 芝2000m（良） | 13    | 7     | 10    | 019.70（8人）   | 07着 | R2:00.4（34.4）   | -0.8 | 0蛯名正義   | 56        | ゴールデンダリア       | 464         | [ 注 3 ] |
| 0000.06.09 | 東京   | エーデルワイスS  | 1000万下 | 芝1600m（良） | 17    | 3     | 5     | 025.00（8人）   | 04着 | R1:34.4（35.5）   | -0.3 | 0木幡初広   | 56        | ハイソサエティー       | 458         |          |
| 0000.07.01 | 福島   | ラジオNIKKEI賞   | JpnIII   | 芝1800m（良） | 16    | 4     | 7     | 062.6（14人）   | 02着 | R1:47.9（35.3）   | -0.2 | 0石橋脩     | 54        | ロックドゥカンブ       | 466         |          |
| 0000.08.26 | 新潟   | 新潟記念         | GIII     | 芝2000m（良） | 18    | 7     | 15    | 022.40（9人）   | 16着 | R1:59.6（35.8）   | -1.8 | 0石橋脩     | 51        | ユメノシルシ           | 468         |          |
| 0000.09.16 | 中山   | セントライト記念 | JpnII    | 芝2200m（良） | 17    | 6     | 11    | 064.8（14人）   | 03着 | R2:12.7（36.1）   | -0.7 | 0木幡初広   | 56        | ロックドゥカンブ       | 466         |          |
| 2008.08.16 | 札幌   | 支笏湖特別       | 1000万下 | 芝2600m（良） | 11    | 5     | 5     | 002.50（1人）   | 01着 | R2:44.2（34.8）   | -0.0 | 0横山典弘   | 56        | （ビービーファルコン） | 484         |          |
| 0000.09.07 | 札幌   | 札幌日経OP       |          | 芝2600m（良） | 12    | 8     | 11    | 004.60（3人）   | 02着 | R2:42.4（35.7）   | -0.4 | 0武幸四郎   | 55        | ビエンナーレ           | 486         |          |
| 0000.10.12 | 東京   | オクトーバーS    | 1600万下 | 芝2400m（良） | 16    | 8     | 16    | 005.10（2人）   | 02着 | R2:26.2（33.8）   | -0.0 | 0横山典弘   | 56        | ジャガーメイル         | 480         |          |
| 0000.11.09 | 東京   | AR共和国杯       | JpnII    | 芝2500m（良） | 16    | 2     | 4     | 008.90（3人）   | 01着 | R2:30.8（33.7）   | -0.2 | 0蛯名正義   | 53        | （ジャガーメイル）     | 484         |          |
| 0000.11.30 | 東京   | ジャパンC        | GI       | 芝2400m（良） | 17    | 8     | 16    | 041.00（9人）   | 01着 | R2:25.5（34.0）   | -0.1 | 0M.デムーロ | 57        | （ディープスカイ）     | 486         |          |
| 0000.12.28 | 中山   | 有馬記念         | GI       | 芝2500m（良） | 14    | 5     | 8     | 006.40（3人）   | 05着 | R2:32.0（36.5）   | -0.5 | 0M.デムーロ | 57        | ダイワスカーレット     | 488         |          |
| 2009.03.22 | 阪神   | 阪神大賞典       | GII      | 芝3000m（重） | 12    | 7     | 10    | 004.00（3人）   | 04着 | R3:14.0（39.0）   | -0.8 | 0横山典弘   | 59        | アサクサキングス       | 488         |          |
| 0000.05.03 | 京都   | 0天皇賞（春）    | GI       | 芝3200m（良） | 18    | 8     | 16    | 006.30（2人）   | 14着 | R3:17.1（37.7）   | -2.7 | 0横山典弘   | 58        | マイネルキッツ         | 486         |          |
| 0000.06.28 | 阪神   | 宝塚記念         | GI       | 芝2200m（良） | 14    | 6     | 10    | 021.40（6人）   | 05着 | R2:11.8（35.3）   | -0.5 | 0横山典弘   | 58        | ドリームジャーニー     | 478         |          |
| 0000.11.01 | 東京   | 0天皇賞（秋）    | GI       | 芝2000m（良） | 18    | 1     | 2     | 031.40（7人）   | 02着 | R1:57.5（33.6）   | -0.3 | 0北村宏司   | 58        | カンパニー             | 490         |          |
| 0000.11.29 | 東京   | ジャパンC        | GI       | 芝2400m（良） | 18    | 8     | 18    | 007.50（4人）   | 13着 | R2:24.5（36.9）   | -2.1 | 0M.デムーロ | 57        | ウオッカ               | 490         |          |

## 種牡馬時代
グラスワンダー産駒の最初の後継種牡馬となり、良血馬であることに加え初年度の種付け料が30万円（受胎条件）、50万円（出生条件）とリーズナブルであったことから、初年度は84頭との種付けを行った。翌年以降の種付頭数はやや減少傾向となり2012年には53頭まで落ち込んだが、デビュー前の産駒が評判を呼んだ2013年は80頭と再び増加し、デビュー後の産駒の活躍によって2014年から種付け頭数は向上していった。
そして2015年には2012年度産のグァンチャーレがシンザン記念を制し中央競馬で産駒初の重賞勝利を達成すると、初年度産駒から同年の安田記念とマイルチャンピオンシップを勝利し同一年マイルG1競走制覇を達成したモーリスや、アルゼンチン共和国杯で史上初の父子制覇を達成し同年暮れの有馬記念を制したゴールドアクターら2頭のG1競走優勝馬を輩出し、特にモーリスは2015年の海外G1競走である香港マイルも勝利し同年の年度代表馬にも選出された。この年の種付け頭数はキャリアハイとなる190頭と種付けしており、2016年からは余勢申込みで初年度の15倍以上になる500万円まで値上がるが、それでもシーズン前には満口となった。2017年には700万（受胎確認後）にまで達し、ディープインパクト、キングカメハメハに次ぐ国内3位となった。また、同年から産駒のモーリスも後継として種牡馬入りをしている。
産駒は「仕上がりの早さ、体質の強さが大きな特徴で、早い時期からのデビュー率が高い」とされる。2018年1月14日現在、JRAデビュー153頭で重賞馬6頭（約4%）の高率を叩き出している。
2023年10月10日にレックススタッドを退厩し種牡馬を引退、生まれ故郷の社台ファームで余生を送ることが発表された。

### 主な産駒

#### グレード制重賞勝利馬
太字はGI級競走
- 2011年産
  - モーリス（2015年安田記念、マイルチャンピオンシップ、香港マイル、ダービー卿チャレンジトロフィー、2016年チャンピオンズマイル、天皇賞（秋）、香港カップ）[57]
  - ゴールドアクター（2015年有馬記念、アルゼンチン共和国杯、2016年日経賞、オールカマー）[58]

- 2012年産
  - グァンチャーレ（2015年シンザン記念）[59]
  - ミュゼエイリアン（2015年毎日杯）[60]

- 2014年産
  - トラスト（2016年札幌2歳ステークス）[61]

- 2015年産
  - ジェネラーレウーノ（2018年京成杯、セントライト記念）[62]

- 2017年産
  - ウインマリリン（2020年フローラステークス、2021年日経賞、オールカマー、2022年香港ヴァーズ）[63]
  - マイネルグリット（2019年小倉2歳ステークス）[64]
  - ウインカーネリアン（2022年関屋記念、2023年東京新聞杯）[65]
  - ウイングレイテスト（2023年スワンステークス）[66]
- 2018年産
  - クールキャット（2021年フローラステークス）

- 2019年産
  - ピースオブエイト（2022年毎日杯）
  - アートハウス（2022年ローズステークス、2023年愛知杯）[67]

- 2020年産
  - コスモフリーゲン（2025年七夕賞）

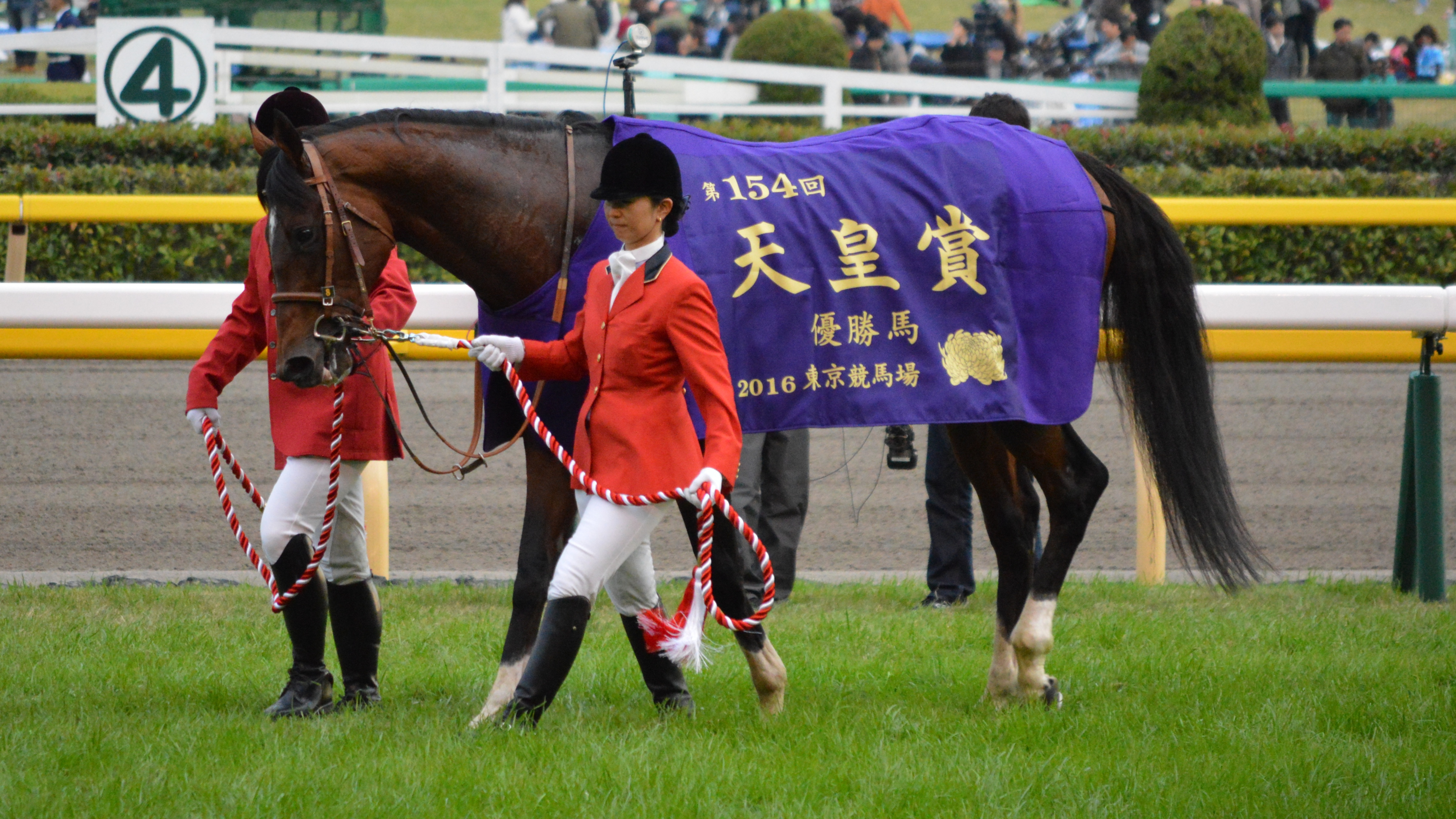
モーリス（2011年産）
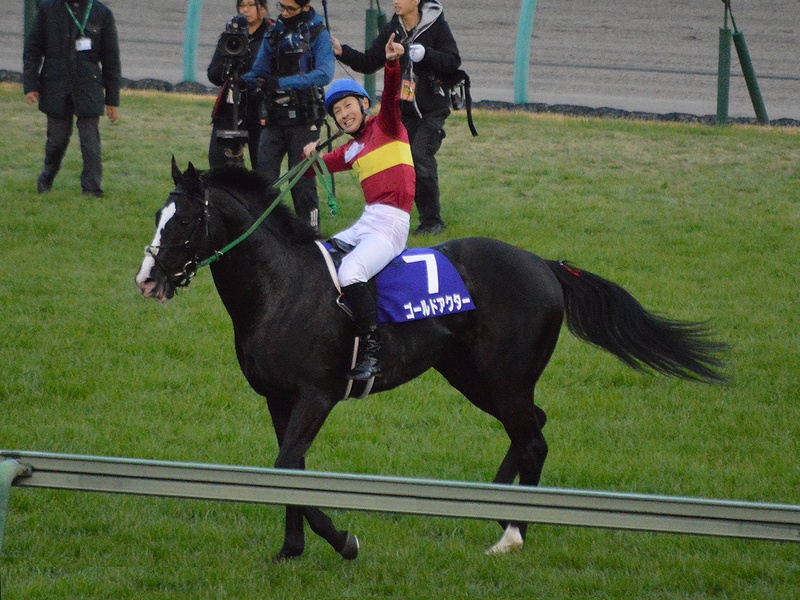
ゴールドアクター（2011年産）
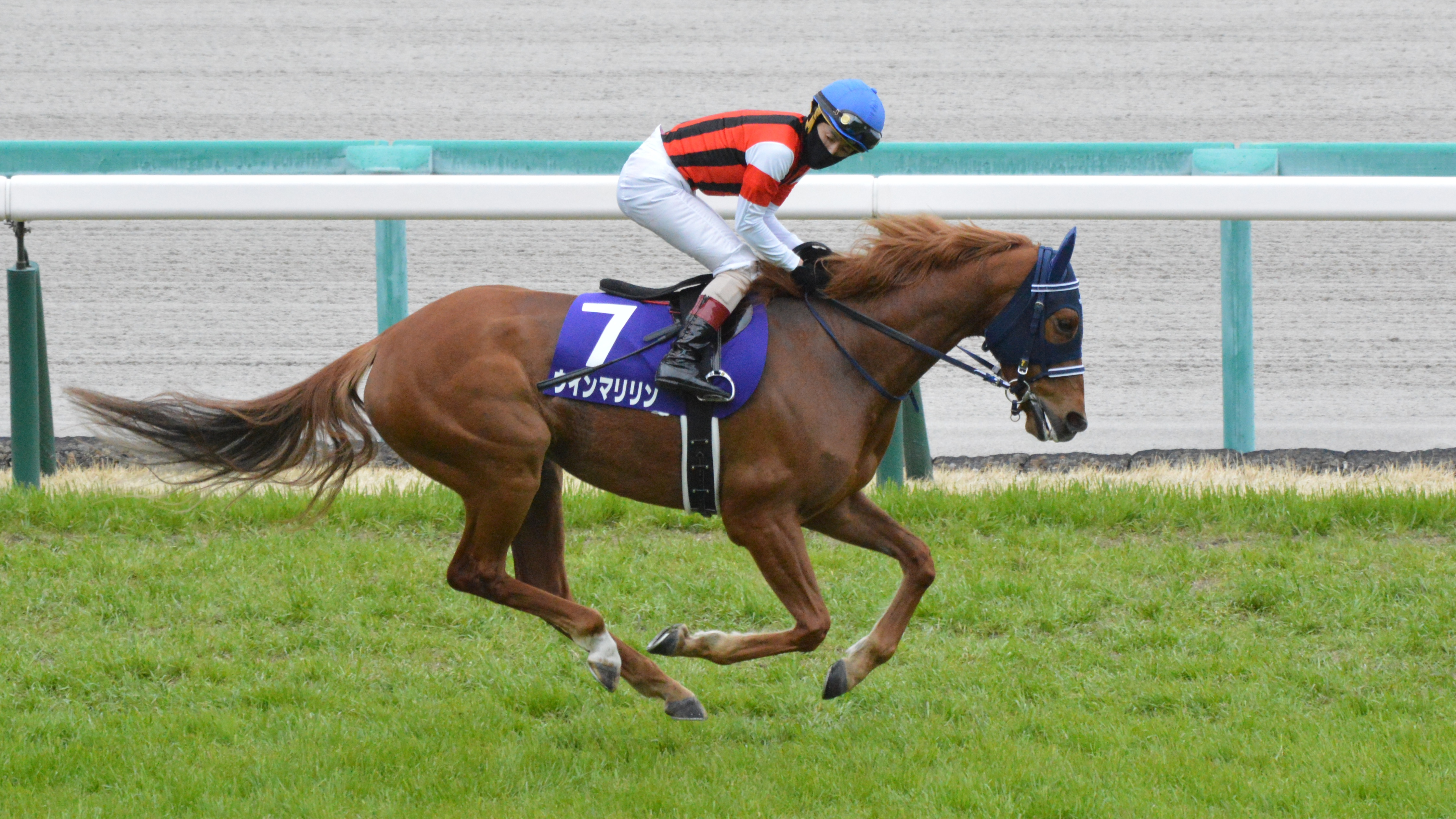
ウインマリリン（2017年産）

#### 地方競馬重賞優勝馬
- 2011年産
  - ライズライン（2013年若駒賞、南部駒賞、2014年やまびこ賞、岩手ダービーダイヤモンドカップ、オパールカップ、不来方賞、白嶺賞、2015年シアンモア記念、北上川大賞典）[68]
  - カッサイ（2017年黒潮スプリンターズカップ、建依別賞）[69][70]

- 2012年産
  - ランデックハナコ（2014年ビギナーズカップ）[71]
  - フジノサムライ（2015年北海優駿）[72]

- 2015年産
  - チェゴ（2017年ラブミーチャン記念、ライデンリーダー記念）[73]
  - ヒダルマ（2019年摂津盃）[74]

- 2017年産
  - ヒロイックテイル（2024年イヌワシ賞）[75]

#### その他
- 2019年産
  - ボルドグフーシュ（2022年菊花賞2着、有馬記念2着）[76]

## 特徴・エピソード
- 担当であった寺本秀雄厩務員曰く人の言うことをよくきく頭のいい馬であったといい、オーナーの吉田照哉は「父(グラスワンダー)もそうだったようで、スクリーンヒーローに騎乗したジョッキーは皆道中全くひっかからない馬だと言っていた」と当馬の従順で素直な性格について語っている[77]。またスクリーンヒーローの祖母にあたるダイナアクトレスの主戦騎手であった岡部幸雄は「アクトレスは古馬になってからも成長力に富んだ馬だったけど、その点はスクリーンヒーローにも伝わっている」と述べている[78]。
- スクリーンヒーローの母系をモデルスポートの代から管理してきた矢野進調教師にとっては最後のクラシックへの出走権を得た当馬であったが、上記の通り剥離骨折により菊花賞は不出走に終わっている。ただ骨折の程度については本番まで誤魔化しながら使っていけばレースに出すことも可能ではあった為、トレセンスタッフも矢野に菊花賞への出走を薦めていた。しかし矢野は「この馬には将来があるし無理しなければ必ず大成するから」といい菊花賞出走への思いを踏みとどまったという[79]。
- 同じ社台ファーム生産馬であるダイワメジャーが皐月賞を制した同日に生まれた馬だったため、社台ファームの長浜卓也は「将来は大きな仕事をするかもしれないと期待していた」と出生当時のことを振り返っていた。また、このときのダイワメジャーの鞍上は、奇しくも後にスクリーンヒーローとともにジャパンカップを制するミルコ・デムーロであった[80]。
- ジャパンカップにおける単勝配当4100円は同レース史上歴代1位の高配当である[81]。

## 血統表
| スクリーンヒーローの血統        | スクリーンヒーローの血統                             | スクリーンヒーローの血統                | （血統表の出典）                        | （血統表の出典） |
| 父系                            | ロベルト系                                           | ロベルト系                              | ロベルト系                              | [ § 2 ]          |
| 父 *グラスワンダー 1995 栗毛    | 父の父Silver Hawk 1979 鹿毛                          | Roberto                                 | Hail to Reason                          | Hail to Reason   |
| 父 *グラスワンダー 1995 栗毛    | 父の父Silver Hawk 1979 鹿毛                          | Roberto                                 | Bramalea                                |                  |
| 父 *グラスワンダー 1995 栗毛    | 父の父Silver Hawk 1979 鹿毛                          | Gris Vitesse                            | Amerigo                                 | Amerigo          |
| 父 *グラスワンダー 1995 栗毛    | 父の父Silver Hawk 1979 鹿毛                          | Gris Vitesse                            | Matchiche                               |                  |
| 父 *グラスワンダー 1995 栗毛    | 父の母Ameriflora 1989 鹿毛                           | Danzig                                  | Northern Dancer                         | Northern Dancer  |
| 父 *グラスワンダー 1995 栗毛    | 父の母Ameriflora 1989 鹿毛                           | Danzig                                  | Pas de Nom                              |                  |
| 父 *グラスワンダー 1995 栗毛    | 父の母Ameriflora 1989 鹿毛                           | Graceful Touch                          | His Majesty                             | His Majesty      |
| 父 *グラスワンダー 1995 栗毛    | 父の母Ameriflora 1989 鹿毛                           | Graceful Touch                          | Pi Phi Gal                              |                  |
| 母 ランニングヒロイン 1993 鹿毛 | 母の父*サンデーサイレンス Sunday Silence 1986 青鹿毛 | Halo                                    | Hail to Reason                          | Hail to Reason   |
| 母 ランニングヒロイン 1993 鹿毛 | 母の父*サンデーサイレンス Sunday Silence 1986 青鹿毛 | Halo                                    | Cosmah                                  |                  |
| 母 ランニングヒロイン 1993 鹿毛 | 母の父*サンデーサイレンス Sunday Silence 1986 青鹿毛 | Wishing Well                            | Understanding                           | Understanding    |
| 母 ランニングヒロイン 1993 鹿毛 | 母の父*サンデーサイレンス Sunday Silence 1986 青鹿毛 | Wishing Well                            | Mountain Flower                         |                  |
| 母 ランニングヒロイン 1993 鹿毛 | 母の母ダイナアクトレス 1983 鹿毛                     | *ノーザンテースト                       | Northern Dancer                         | Northern Dancer  |
| 母 ランニングヒロイン 1993 鹿毛 | 母の母ダイナアクトレス 1983 鹿毛                     | *ノーザンテースト                       | Lady Victoria                           |                  |
| 母 ランニングヒロイン 1993 鹿毛 | 母の母ダイナアクトレス 1983 鹿毛                     | モデルスポート                          | *モデルフール                           | *モデルフール    |
| 母 ランニングヒロイン 1993 鹿毛 | 母の母ダイナアクトレス 1983 鹿毛                     | モデルスポート                          | *マジックゴディス                       |                  |
| 母系(F-No.)                     | (FN:1号族（1-x）)                                    | (FN:1号族（1-x）)                       | (FN:1号族（1-x）)                       | [ § 3 ]          |
| 5代内の近親交配                 | Hail to Reason 4×4、Northern Dancer 4×4              | Hail to Reason 4×4、Northern Dancer 4×4 | Hail to Reason 4×4、Northern Dancer 4×4 | [ § 4 ]          |
| 出典                            | 1. 2. 3. 4.                                          | 1. 2. 3. 4.                             | 1. 2. 3. 4.                             | 1. 2. 3. 4.      |

### 近親
祖母ダイナアクトレスは重賞5勝。伯父にはステージチャンプ（日経賞、ステイヤーズステークス）、伯母プライムステージ（札幌3歳ステークス、フェアリーステークス）がいる。
ほかにも近親に、祖母ダイナアクトレスを同じくする東京新聞杯、富士ステークス勝ち馬のアブソリュート、中山大障害、中山グランドジャンプ勝ち馬のマルカラスカルがいる。